# Florian Hager

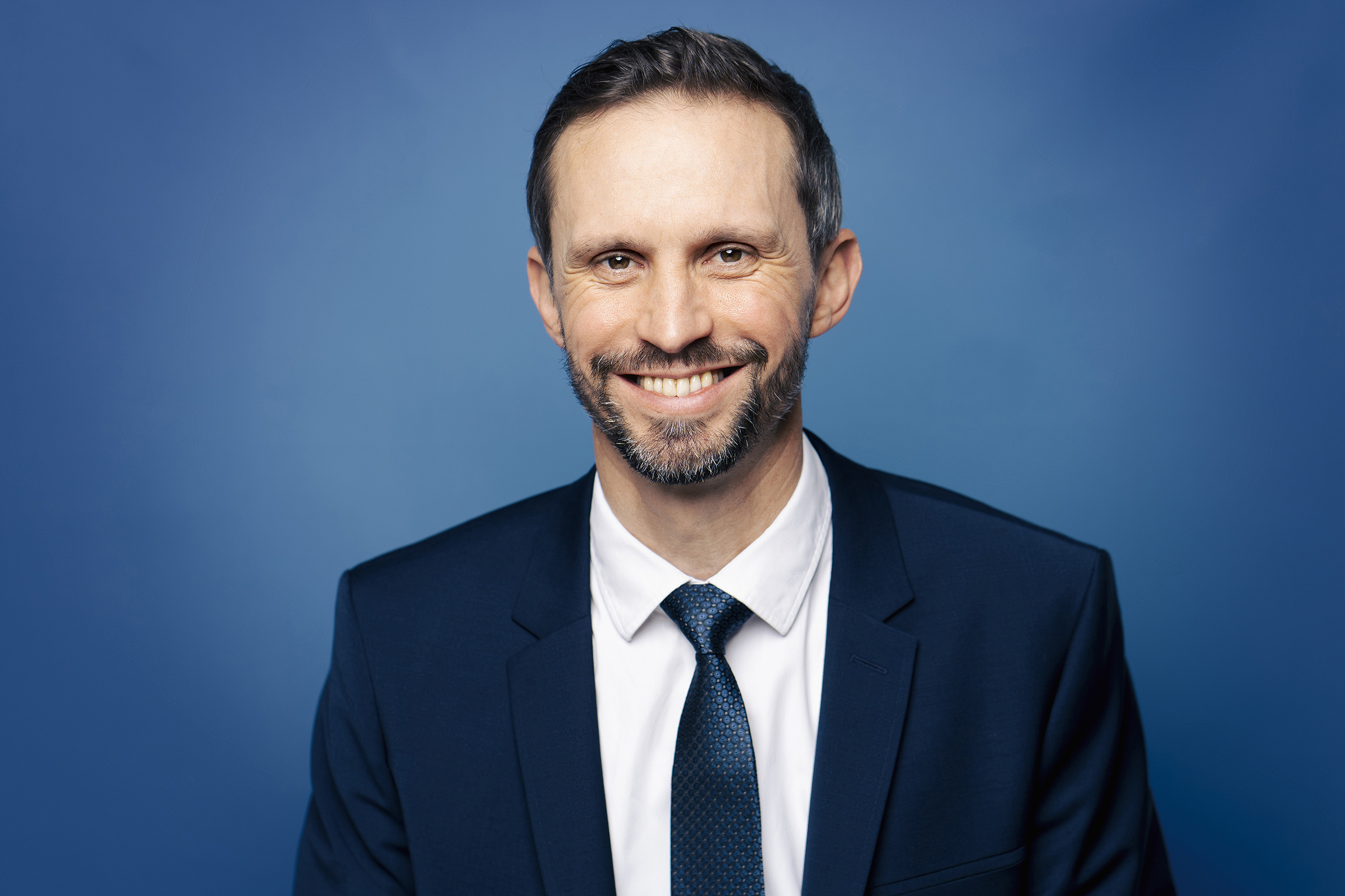
Florian Hager (2022)

Florian Hager (* 17. April 1976 in Aalen) ist ein deutscher Medienmanager. Er ist seit 1. März 2022 der achte Intendant des Hessischen Rundfunks (hr). und seit 1. Januar 2025 für zwei Jahre Vorsitzender der ARD.

## Leben und Wirken
Hager studierte Audiovisuelle Medien an der Hochschule der Medien (HdM) in Stuttgart. Er studierte zudem in Paris und Mainz Publizistik und Filmwissenschaften. Er war zunächst als stellvertretender Programmdirektor bei Arte tätig. Ab 2015 war Hager fünf Jahre Gründungsgeschäftsführer von funk, dem gemeinsamen Jugendangebot von ARD und ZDF. Er erhielt 2019 gemeinsam mit Sophie Burkhardt für die Konzeption und den Aufbau von funk den Robert-Geisendörfer-Preis. Im Anschluss war Hager seit 2020 als stellvertretender ARD-Programmdirektor für die Mediathek der Sendergruppe verantwortlich. Gespräche mit KLIMA° vor acht führten während dieser Zeit nicht zur Einführung dieses Formats. In seinen verschiedenen Rollen machte er sich mit dem Thema der Modernisierung und Digitalisierung einen Namen.
Im Mai 2017 stellte Hager gemeinsam mit Sebastian Weil, Vorsitzender der Geschäftsführung von Studio71, dem Multiplattform-Netzwerk der ProSiebenSat.1 Gruppe, in einem Gastvortrag an der Hochschule der Medien Stuttgart die sich rasch entwickelnde neue TV-Welt in sozialen Netzwerken und Online-Kanälen vor. Im Januar 2018 beteiligte sich Hager an einer Podiumsdiskussion der HdM im Rahmen der Ringvorlesung Bewegtbild – Was bewegt in Zukunft das Bild?
In seinem Gastvortrag Die Zukunft des Fernsehens an der Hochschule der Medien in Stuttgart im November 2021 berichtete Hager, wie es die ARD in Zukunft schaffen will, mit Streamingdiensten wie Netflix mitzuhalten und was den benötigten Wandel bisher bremst.
Im Januar 2024 hat der Mediendienst Kress zum achten Mal seine Awards für die besten Medienmanager vergeben. Leitfrage war: Wer hat Außergewöhnliches geleistet? Hager wurde geehrt „als beweglicher Kopf, der verkrustete Strukturen aufbrechen kann, um die Öffentlich-Rechtlichen in die Zukunft zu führen“.

## HR-Intendanz
Ende Oktober 2021 kandidierte Hager in drei Wahlrunden gegen HR-Betriebsdirektorin Stephanie Weber als HR-Intendant. Diese drei Wahlgänge ergaben jeweils ein Patt mit sechzehn Stimmen für die beiden Kandidaten. Am 3. Dezember wählte ihn dann der Rundfunkrat mit achtzehn von 32 Stimmen zum Nachfolger von Manfred Krupp.
Anlässlich seiner Wahl zum neuen HR-Intendanten sagte er Ende 2021: „Nur mit einer starken regionalen Vernetzung und einem eigenständigen Programmangebot werden wir es schaffen, mit unseren Inhalten auch über die Landesgrenzen hinweg auf allen Ausspielwegen sicht- und auffindbar zu sein.“
Im Rahmen der ARD will Hager, der sich im Dokumentarischen verortet, das Angebot des Hessischen Rundfunks zu den beiden Zukunftsthemen Wetter/Klima und Wirtschaft/Börse/Nachhaltigkeit weiter ausbauen.
Hager ist stellvertretender Vorsitzender der ARD/ZDF-Forschungskommission, die unter anderem Untersuchungen zur Massenkommunikation in Deutschland beauftragt.
Anfang September 2022 wurde Hager zum Aufsichtsratsvorsitzenden der Degeto Film gewählt.

### Konsequenzen aus der rbb-Krise
Als Konsequenz aus der Affäre um die im August 2022 abberufene rbb-Intendantin Patricia Schlesinger hat Hager die Entscheidung seiner ARD-Kollegen verteidigt, der rbb-Spitze das Vertrauen zu entziehen und einen Neubeginn unter einer neuen Führung gefordert. Die rbb-Krise biete die Chance, Reformen innerhalb der ARD und des hr nunmehr konsequent anzugehen. Dabei solle auch das Thema Compliance noch stärkere Beachtung finden. Es gehe jetzt darum, Vertrauen zurückzugewinnen, Relevanz unter Beweis zu stellen und ein nachhaltiges Angebot für die Zukunft zu schaffen.

### Die digitale Transformation des HR
Hager ist davon überzeugt, dass in einer Plattformökonomie nicht mehr nur der Inhalt im Mittelpunkt steht, sondern auch der Nutzungskontext wichtig ist. Ohne entsprechende personenbezogene Nutzerdaten sei es nicht möglich, Kundenbeziehungen langfristig aufzubauen. Er plädiert in diesem Zusammenhang dafür, dass die öffentlich-rechtlichen Anbieter vor dem Hintergrund ihrer hohen datenschutzrechtlichen Maßstäbe mehr Freiheiten zur Personalisierung erhalten, um den Rückstand gegenüber Anbietern wie Netflix verringern zu können.
Als wichtigste Erkenntnis im Zusammenhang mit der digitalen Transformation und der veränderten Mediennutzung sieht Hager die Chance, dass der Hessische Rundfunk als Teil der ARD, die sich zu einem Content-Netzwerk verändert, künftig vor allem mit non-linearen Angeboten mehr Menschen erreichen kann. Es geht nach Hager hier auch um Generationengerechtigkeit. Dabei müsse sich der HR von der Fixierung auf Sendeplätze lösen, das Primat werde immer mehr in Richtung der digitalen Angebote wandern. In zeitlich nicht flexiblen linearen Formaten müsse man im Unterschied zu digitalen Formaten mit jeder einzelnen Sendung möglichst viele Zuschauer/Zuhörer erreichen, was im Umkehrschluss bedeute, dass man auf diesem Wege bestimmte Zielgruppen kaum erreichen könne. Mit zeitlich flexiblen digitalen Formaten bestehe die Chance, durch differenzierte, zielgruppenspezifische Medienangebote insgesamt mehr Reichweite erzielen zu können. Mit dem Wachstum der Inhalte im digitalen Bereich wird auch die Optimierung der Suche nach relevanten Inhalten mit Hilfe von KI zunehmend wichtiger.
In einem Interview Ende Juli 2022 vergleicht Hager diese Transformation der DNA des HR mit einer Operation am offenen Herzen. Der Sender werde in Zukunft weniger selbst produzieren und mehr in Auftrag geben. Im Klartext bedeute dies, dass der HR kleiner und flexibler werde.
Im November 2022 haben geplante Umstellungen im Programmbereich zu Widerstand in der Belegschaft und zu einem offenen Brief an Florian Hager und die Programmdirektorin Gabriele Holzner geführt.
Ende Februar 2023 bekräftigte Hager in einem Interview, dass der HR kleiner und flexibler werden müsse. Die große Aufgabe der nächsten Jahre bestehe darin, eine Transformation im Schrumpfen zu bewerkstelligen. Konkret bedeute dies, „Silos“ abzubauen und Altes sein zu lassen, damit Ressourcen für Neues frei werden.
Mit Community Management will Hager den HR wieder in der Mitte der Gesellschaft verankern.
Ende 2023 führten geplante Einsparungen im Hörfunkbereich zu Protesten in der Belegschaft.
Im Januar 2024 sagte Hager im Gespräch mit DWDL.de: „Wenn wir es erst einmal geschafft haben, die angestammten Silos aufzulösen und in eine flexible, vernetzte Organisation zu überführen, dann kommen wir auch endlich weg von ständiger Umstrukturierung.“
Im Februar 2024 kündigte Hager gegenüber der Frankfurter Allgemeinen Zeitung an, dass künftig nur noch jede fünfte altersbedingt frei werdende Stelle im HR neu besetzt werde.

### Der HR im Reformprozess der ARD
Um Kosten zu sparen, wurde im Mai 2023 die technische TV-Sendeabwicklung des HR-Fernsehens vom SWR übernommen.
Im Januar 2023 fordert die Rundfunkkommission der Länder, dass ARD und ZDF zwar weiter im publizistischen Wettbewerb stehen sollen, ihre Inhalte aber mittelfristig auf einer gemeinsamen Plattform anbieten, die auch 3sat und Arte umfassen soll.
Unter der Leitung des neuen ARD-Vorsitzenden Kai Gniffke setzten die ARD-Intendanten Anfang Februar 2023 eine Steuerungsgruppe ein, die bis Juni 2023 erste Ergebnisse zum angekündigten Umbau der ARD liefern soll. Senderübergreifend sollen crossmediale Kompetenzzentren eingerichtet werden, die für mehr journalistische Tiefe sorgen sollen. Im zweiten Halbjahr 2023 soll die Bedienung der ARD-Mediathek durch die Möglichkeit der Personalisierung flexibler und komfortabler werden.
Am 22. Juni 2023 kündigte der ARD-Vorsitzende Gniffke im Rahmen einer Intendantensitzung in Stuttgart an, dass die von der ARD beschlossene Reform ein „Paradigmenwechsel“ sei. Die regionale Verwurzelung gehöre zur DNA der ARD. Kern der Reform sei der Aufbau eines regional verankerten Inhalte-Netzwerks auf der Grundlage gemeinsamer Programmstrecken und verstärkter Kooperationen der neun Landesrundfunkanstalten. Für die drei Themenfelder Klima, Verbraucher und Gesundheit wurde beschlossen, die Ressourcen in jeweils einem Kompetenzcenter zu fokussieren. Bei Kompetenzcentern soll der Schwerpunkt auf der überregionalen Berichterstattung liegen. Welche Medienhäuser in der ARD sich wie stark in den Kompetenzcentern einbringen, werde die ARD noch im Jahr 2023 entscheiden, so dass die Kompetenzcenter 2024 starten können.
Die neue Hörspiel-Gemeinschaftsredaktion soll im ersten Halbjahr 2024 die Arbeit aufnehmen. In einen neuen Inhalte-Pool sollen die ARD Medienhäuser Beiträge, Reportagen und Sendungen einbringen, die dann allen zur Nutzung zur Verfügung stehen.
In den Dritten Programmen, den eigenen TV-Programmen der ARD Medienhäuser, soll es ebenfalls definierte inhaltliche Kooperationen und Pool-Lösungen geben. So sollen im ersten Schritt Beiträge für Gesundheits- und Verbraucher-Magazine künftig vorrangig im jeweiligen Kompetenzcenter produziert und den ARD Medienhäusern zur Verfügung gestellt werden.
In der Öffentlichkeit traf der im Juni 2023 angekündigte Reformplan der ARD auf ein verhaltenes bis kritisches Echo.
Am 1. Juli 2023 trat der 3. Medienänderungsstaatsvertrag (MÄStV) in Kraft. Der Dritte Medienänderungsstaatvertag reformiert den öffentlich-rechtlichen Programmauftrag und sieht insbesondere eine Flexibilisierung bei den Verbreitungswegen vor.
Im September 2023 gab die ARD bekannt, dass der HR gemeinsam mit dem SWR und dem MDR die Federführung für den multimedialen Kompetenzcenter „Klima“ übernimmt. Vor allem Klima sei ein „publizistisches Meta- und Zukunftsthema“, daher setze man hier auf drei Anstalten in der Führung. Das Wetterkompetenzzentrum der ARD existiert bereits seit 2020 beim HR in Frankfurt.
Im November 2023 haben die ARD-Intendanten beschlossen, im Hörfunk der ARD sowie in den regionalen linearen TV-Programmen der ARD Medienhäuser durch gemeinsame lineare Programmstrecken und Formate ab 2024 Ressourcen zugunsten eines regionalen Profils in der ARD-Mediathek und der ARD-Audiothek umzuschichten. Mit diesen digital nutzbaren Angeboten sollen vor allem jüngere Zielgruppen erreicht werden.
Anfang 2024 ist der HR auf ein ARD-weit standardisiertes SAP-System zur Verschlankung der Verwaltung umgestiegen.
Im Januar 2024 stellte der von der Rundfunkkommission der Länder eingesetzte Zukunftsrat seine Vorschläge für Reformen des öffentlich-rechtlichen Rundfunks vor: Mehrfachstrukturen sollen abgebaut und die Profile der einzelnen Sender sollen geschärft werden – mit einem Fokus auf das Gemeinwohl und das Regionale.

### Wechsel an der Spitze der HR-Programmdirektion
Im Oktober 2023 hatte die HR-Programmdirektorin und Vize-Intendantin Gabriele Holzner ihren vorzeitigen Abschied vom Sender angekündigt. Laut Stellenangebot des HR wird eine Führungskraft „mit Mut, programmlicher Vision und Interesse für Hessen und seine Menschen“ gesucht. Im Gespräch mit dem Medienmagazin DWDL.de möchte Hager, eine Führungskraft verpflichten, „die nicht in erster Linie eine ARD-geprägte Strukturbrille trägt, sondern vor allem inhaltliche Visionen für eine starke öffentlich-rechtliche Medienzukunft mitbringt.“ Klassische Rundfunkerfahrung sei keine Top-Priorität. Ende Mai 2024 hat Florian Hager die MDR-Chefredakteurin Julia Krittian zur neuen Programmdirektorin des Hessischen Rundfunks ernannt. Krittian übernahm die Position am 1. Dezember 2024 von Gabriele Holzner.

### Neue Radiostrategie
Im Juni 2024 kündigte der HR eine neue Radiostrategie an, die das Ziel hat, Ressourcen für digitale Produkte und für mehr Dialogangebote zu generieren. Mehr als 270 HR-Mitarbeiter haben einen Offenen Brief dreier Gewerkschaften an den HR-Intendanten unterzeichnet, in dem sie ihren Ärger über die neue Radiostrategie ausdrücken.

## ARD-Vorsitz
Der Hessische Rundfunk übernahm mit Beginn des Jahres 2025 für zwei Jahre den ARD-Vorsitz. Der Intendant Florian Hager folgte damit zum Jahreswechsel auf den SWR-Intendanten Kai Gniffke, der das Amt seit Anfang 2023 innehatte.

### Streit mit der Streaming-Plattform Joyn
Seit Anfang 2025 gibt es eine Auseinandersetzung zwischen ARD/ZDF und der Streaming-Plattform Joyn. Nach der ersten ARD-Intendantensitzung unter seiner Leitung im Februar 2025 kritisierte Hager in einer Pressekonferenz vor allem das Vorgehen von ProSiebenSat.1, das die Mediatheken von ARD und ZDF ohne Einwilligung der Öffentlich-Rechtlichen bei Joyn eingebunden hat. Anfang März 2025 hat ProSiebenSat.1 die Mediatheken von ARD und ZDF auf Joyn wieder entfernt. Der juristische Streit zwischen ProSiebenSat.1 und der ARD dauert an (Stand Juli 2025).

### Reform der öffentlich-rechtlichen Medien
In seinem ersten großen Interview als ARD-Chef erklärt Hager Ende März 2025 wie er die Reform der öffentlich-rechtlichen Medien durch eine grundlegende Strukturveränderung in Richtung digitale Plattform für Qualitätsinhalte in enger Zusammenarbeit mit privatfinanzierten Medienunternehmen vorantreiben will. Größere Unabhängigkeit mit dem Ziel digitale Souveränität sei nur über Kooperationen von Qualitätsmedien im digitalen Raum zu erreichen. Zugleich wendet sich Hager gegen kurzfristige Sparvorgaben der Bundesländer und setzt auf die stärkere Zusammenarbeit mit ZDF und Deutschlandradio.
Im Rahmen der Medientage Mitteldeutschland in Leipzig Anfang April 2025 erläuterte Hager, was zu tun sei, damit die ARD und der Qualitätsjournalismus aus Deutschland auch im Medienmarkt der Zukunft eine Rolle spielen könne. Hager sieht die ARD der Zukunft vor dem Hintergrund der rasanten Entwicklung generativer Künstlicher Intelligenz weniger als einen Lieferanten fertiger Medienprodukte, sondern mehr als ein offenes „Datenhaus“ mit optimierten Datenstrukturen und mit flexiblen Zugängen und Werkzeugen.
Ende Juli 2025 verteidigt Hager Sport und Unterhaltung im Programm als "demokratiestiftend" und sorgt sich um Bevölkerungsgruppen, die der öffentlich-rechtliche Rundfunk nicht mehr erreicht.
Große Probleme für die Öffentlich-Rechtlichen sieht Hager unter anderem in der sich ausbreitenden KI-„Antwortmaschinenwelt“.

### Nutzungsvorbehalt von Inhalten für KI-Training
Seit Ende Mai 2025 hat die ARD den maschinenlesbaren Nutzungsvorbehalt aktiviert und damit die bedingungslose Nutzung von ARD-Inhalten für KI-Training beendet.

### Hager erwartet radikalen Wandel der Bewegtbildnutzung
In einem Interview mit der Süddeutschen Zeitung Anfang August 2025 prognostiziert Hager, dass in fünf Jahren der Punkt erreicht sein wird, an dem mehr Menschen Bewegtbildinhalte nicht-linear nutzen werden als linear.